# Liste der Kulturdenkmale in Groß Grönau
In der Liste der Kulturdenkmale in Groß Grönau sind alle Kulturdenkmale der schleswig-holsteinischen Gemeinde Groß Grönau (Kreis Herzogtum Lauenburg) aufgelistet (Stand: 10. März 2025).

## Legende
In den Spalten befinden sich folgende Informationen:
- Objekt-ID: die Nummer des Kulturdenkmales
- Lage: die Adresse des Kulturdenkmales und die geographischen Koordinaten. Kartenansicht, um Koordinaten zu setzen. In der Kartenansicht sind Kulturdenkmale ohne Koordinaten mit einem roten Marker dargestellt und können in der Karte gesetzt werden. Kulturdenkmale ohne Bild sind mit einem blauen Marker gekennzeichnet, Kulturdenkmale mit Bild mit einem grünen Marker.
- Offizielle Bezeichnung: Bezeichnung des Kulturdenkmales
- Beschreibung: die Beschreibung des Kulturdenkmales
- Bild: ein Bild des Kulturdenkmales

## Sachgesamtheiten
| Objekt-ID      | Lage                                       | Offizielle Bezeichnung | Beschreibung | Bild                             |
| -------------- | ------------------------------------------ | ---------------------- | --- | -------------------------------- |
| 40571 Wikidata | Hauptstraße (53° 47′ 54″ N, 10° 45′ 16″ O) | Kirche St. Willehad    | Aktualisierung vorgesehen - Begründung: geschichtlich, künstlerisch, städtebaulich, Kulturlandschaft prägend - Schutzumfang: Kirche St. Willehad mit Ausstattung, Kirchhof | weitere Fotos \| Fotos hochladen |

## Bauliche Anlagen
| Objekt-ID      | Lage                                           | Offizielle Bezeichnung              | Beschreibung | Bild                             |
| -------------- | ---------------------------------------------- | ----------------------------------- | --- | -------------------------------- |
| 3049 Wikidata  | Am Fürstenhof 23 (53° 47′ 58″ N, 10° 45′ 3″ O) | Sog. Fürstenhof                     | Das Gutshaus wurde im Jahre 1775 erbaut und steht seit 1985 unter Denkmalschutz. Alteintragung (Aktualisierung vorgesehen) - Begründung: Alteintragung (Aktualisierung vorgesehen) - Schutzumfang: Alteintragung (Aktualisierung vorgesehen) - Denkmaltyp: Bauliche Anlage | Fotos hochladen                  |
| 10711 Wikidata | Am Vierth (53° 47′ 55″ N, 10° 45′ 20″ O)       | Pastoratsscheune                    | Alteintragung (Aktualisierung vorgesehen) - Begründung: geschichtlich, wissenschaftlich, Kulturlandschaft prägend - Schutzumfang: Alteintragung (Aktualisierung vorgesehen) - Denkmaltyp: Bauliche Anlage                                                                  | BW                               |
| 3050 Wikidata  | Hauptstraße (53° 47′ 54″ N, 10° 45′ 15″ O)     | Kirche St. Willehad mit Ausstattung | Alteintragung (Aktualisierung vorgesehen) - Begründung: geschichtlich, künstlerisch, städtebaulich - Schutzumfang: gesamtes Objekt - Denkmaltyp: Bauliche Anlage, Sachgesamtheit: Kirche St. Willehad                                                                      | weitere Fotos \| Fotos hochladen |
| 7979 Wikidata  | Hauptstraße 21 (53° 47′ 55″ N, 10° 45′ 12″ O)  | Fachhallenhaus                      | Alteintragung (Aktualisierung vorgesehen) - Begründung: geschichtlich, wissenschaftlich, Kulturlandschaft prägend - Schutzumfang: gesamtes Objekt - Denkmaltyp: Bauliche Anlage                                                                                            | Fotos hochladen                  |

## Gründenkmale
| Objekt-ID      | Lage                                       | Offizielle Bezeichnung | Beschreibung | Bild            |
| -------------- | ------------------------------------------ | ---------------------- | --- | --------------- |
| 10712 Wikidata | Hauptstraße (53° 47′ 54″ N, 10° 45′ 16″ O) | Kirchhof               | Alteintragung (Aktualisierung vorgesehen) - Begründung: geschichtlich, Kulturlandschaft prägend - Schutzumfang: gesamtes Objekt - Denkmaltyp: Gründenkmal, Sachgesamtheit: Kirche St. Willehad | Fotos hochladen |

## Quelle
- Liste der Kulturdenkmale in Schleswig-Holstein – Herzogtum Lauenburg (PDF)

- Karte mit allen Koordinaten:
- OSM |
- WikiMap